# Acacia tanjorensis
Acacia tanjorensis är en ärtväxtart som beskrevs av Ragup., Thoth. och Mahad. Acacia tanjorensis ingår i släktet akacior, och familjen ärtväxter. Inga underarter finns listade i Catalogue of Life.